# Enrico IV (film 1984)
Enrico IV è un film del 1984 diretto da Marco Bellocchio, libera trasposizione dell'omonimo dramma teatrale di Luigi Pirandello.
È stato presentato in concorso al 37º Festival di Cannes.

## Trama

Claudia Cardinale in un fotogramma del film.

Il Marchese di Nolli, con la sua fidanzata Frida, uno psichiatra, Matilde - madre di Frida - e Belcredi, suo compagno, vanno al castello dove lo zio di lui si è rinchiuso per vent'anni nella pazzia, convinto, dopo una caduta durante una cavalcata in costume in cui erano presenti Matilde e Belcredi, di essere l'imperatore del Sacro Romano Impero Enrico IV di Germania. Lì è mantenuto dalla sorella e da Di Nolli con servitù e arredi verosimili, facendo credere all'uomo di essere realmente nel Medioevo, compresa la visita di prostitute con le quali Enrico si intratteneva e dalle quali ha avuto, presumibilmente, numerosi figli. Ogni anno, quando cade la neve, Enrico indossa il saio del penitente e si inginocchia davanti alla finestra del castello di Matilde di Canossa per ottenere il perdono dal papa, che puntualmente viene negato, scatenando la sua furia. Ma non è possibile fare altrimenti perché, un anno si è provato a perdonarlo, ma ciò lo aveva fatto infuriare ancora di più.
Durante il viaggio lo psichiatra, sfogliando un album fotografico, fa delle domande a Matilde sul perché egli avesse scelto di mascherarsi da Enrico IV. La donna risponde che, chiamandosi Matilde, avrebbe impersonato la contessa Matilde di Canossa: dal momento che, da giovane, lui le faceva una corte sfrenata, suscitando però solo riso e derisione da parte di lei e dagli altri del gruppo. Di Nolli, invece è in lutto perché sua madre è da poco morta, andando a visitare Enrico nella convinzione che fosse vicino alla guarigione. La loro presenza nel castello è quella dunque di fare l'estremo tentativo di far rinsavire Enrico.
Giunti al castello, guidati dai servi, la compagnia comincia a mascherarsi, lo psichiatra da messo papale, Belcredi da umile frate al suo seguito e Matilde da suocera dell'imperatore, il quale accoglie di malavoglia gli ospiti. Lo psichiatra escogita un contro-trauma per poter far rinsavire Enrico: consisterebbe, dopo aver fatto finta di andarsene, nel disporre Frida e Di Nolli al posto delle due grandi tele nella sala del trono, e alle otto meno dieci, quando Enrico passerà nella sala, Frida comincerà a chiamarlo, poi il grande lampadario verrà acceso con lampadine, in modo da causare uno shock a Enrico che, mettendogli vicino Frida e Matilde, farebbe tornare Enrico in sé.
Ma né loro, né i servitori del castello sanno che Enrico, da qualche tempo rinsavito, ha deliberatamente continuato questa sua commedia per il suo divertimento, per una sorta di vendetta contro coloro che lo chiamavano pazzo già da prima.

## Differenze tra dramma e film
- La sceneggiatura ha sveltito molti dei monologhi presenti nel dramma originario.
- Nel film sono presenti molti bambini, e giocattoli su misura per Enrico, a dimostrare che lui in realtà non è mai cresciuto veramente, una specie di bambinone che ha sempre desiderato crescere, comportandosi spesso infantilmente (tirando palle di neve contro il papa, oppure i sassi finti quando viene scoperta la sua messa in scena).
- Il film traspone letteralmente alcune battute presenti nel dramma.
- Vengono eliminati i dialoghi tra i servitori all'inizio di ogni atto più o meno.
- Il linguaggio è stato modernizzato ("mendicante" per "mendico", "amante" per "ganzo", "provocare" per "cimentare").
- Il personaggio di Belcredi è molto diverso nel film e sembra essere andato da Enrico solo per accompagnare Matilde. Nel film viene trafitto da una spada teatrale, mentre nel dramma originale Enrico ferisce realmente il rivale, condannandolo per sempre alla finzione.
- Frida perde la sua insicurezza, facendo posto a una spensieratezza e a uno spirito libero, non finge come la madre e gli altri ed è l'unica non accolta con disprezzo da Enrico, che riconosce in lei la donna amata vent'anni prima.

## Produzione
Il film è stato girato alla Rocchetta Mattei di Porretta Terme per le riprese esterne e per le riprese interne nei pressi di Roma nell'autunno del 1983 e nella primavera del 1984.